# ビシェル・アル＝ハサーウネ
ビシェル・アル＝ハサーウネ（アラビア語: بشر الخصاونة; 1969年1月27日生まれ）はヨルダンの政治家、外交官。2020年10月12日から2024年9月15日までヨルダン第43代首相および国防大臣を務めた。
ハサーウネは駐エジプト、フランス、ケニア、エチオピア、アフリカ連合、アラブ連盟、UNESCO大使を歴任してきた。彼はヨルダン和平・交渉庁（Peace Process and Negotiations Bureau）の総合調整官および長官を務めてきた。外務大臣を2016年から2017年まで務め、その後法務大臣を2017年から2018年まで務めた。アブドゥッラー2世の対話・協調アドバイザーを2019年4月から2020年8月まで務めた。首相に任命されるまで、ハサーウネは政策に関するアドバイザーを務めていた。

## 教育
- 学士（法学）- ヨルダン大学（英語版）
- 社会人ディプロマ（対過激派・対テロ作戦）- 国防総合大学
- 社会人ディプロマ（公共政策）ハーバード大学ケネディ・スクール
- 修士（国際関係・外交・経済）- ロンドン大学東洋アフリカ研究学院[6]
- 法学修士（国際法）・博士（法学）- ロンドン・スクール・オブ・エコノミクス[7][8]

## 経歴
ハサーウネの父ハーニーはバアス党指導者であった。彼は東洋アフリカ研究学院で学び、法学で博士号をロンドン・スクール・オブ・エコノミクスから授与されている。
2004年10月、ハサーウネは第59回国際連合総会で演説した。2012年6月から2016年9月まで、ハサーウネは駐エジプト大使を務めた。
2016年9月28日、ハーニー・ムルキー内閣の外務大臣に指名された。2017年1月15日、ハーニー・ムルキー首相の内閣改造に伴い法務大臣に指名された。2018年8月31日に駐フランスヨルダン大使に任命された。
2019年4月23日、彼はハシミテ宮廷で国王アブドゥッラー2世の対話・協調アドバイザーに指名された。2020年8月18日、政策アドバイザーに指名された。
首相任命に先立つ2020年10月8日、国王アブドゥッラー2世はヨルダン国内でのCOVID-19流行に対する国の対応力を改善するよう訓示した。彼には11月の議会選挙監督の役目も与えられた。彼自身が国防大臣を兼任する内閣は2020年10月12日に発足した。ハサーウネはヨルダン経済を牽引する一方、公共安全網の充実と現実的な政府予算の実現を望むと宣言した。ハサーウネは2021年1月の議会演説で、ビオンテック・ファイザーから100万回分の、GAVIアライアンス（GAVI）、世界保健機関（WHO）、感染症流行対策イノベーション連合（CEPI）が主導するCOVAXから200万回分のCOVID-19ワクチン供与を受けると宣言した。
2024年9月10日執行の総選挙ではイスラム行動戦線が躍進し、15日に内閣総辞職を表明。国王アブドゥッラー2世は国王首席補佐官のジャアファル・ハッサーンに組閣を要請し、18日にハッサーンを首班とする新内閣が王立令によって承認され発足したことで、ハサーウネは首相並びに国防大臣を退任した。

## 役職
- ヨルダン大臣会議（英語版）法務委員長
- ヨルダン大臣会議経済成長・福祉・社会保障委員
- ヨルダン大学（英語版）・ヨルダン外交研究所（英語版）非常勤講師
- ヨルダン情報局局長
- ヨルダン内閣法制局アドバイザー[26]

## 栄典
- ヨルダンの星勲章（英語版）（3等）[27]
- 独立勲章（英語版）（1・2等）[27]